# Gordon Banks
Gordon Banks  (ur. 30 grudnia 1937 w Sheffield, zm. 12 lutego 2019 w Stoke-on-Trent) – angielski piłkarz występujący jako bramkarz. Mistrz świata z 1966, uczestnik MŚ 70.
W reprezentacji Anglii rozegrał 73 mecze, w tym 9 na MŚ. W 35 spotkaniach nie stracił bramki. Banks w bramce jest tak pewny jak nasze pieniądze w Banku Angielskim – napisał dziennik The Times po półfinałowym meczu mistrzostw świata w 1966, wygranym przez Anglię z Portugalią 2:1. W czterech pierwszych meczach Anglii w finałach MŚ 1966 nie puścił gola. Został pokonany dopiero w półfinale z Portugalią – i to strzałem Eusébio z karnego (zaliczył 443 minuty na boisku w finałach bez straty gola). Potem był finał, wygrana z RFN i Order Imperium Brytyjskiego otrzymany z rąk królowej Elżbiety II.
Banks uchodził za najlepszego bramkarza na świecie. Nadano mu pseudonim „Bank of England”. Jego znakiem firmowym była bluza w żółtym kolorze. W 1970 na Mistrzostwach Świata w Meksyku bronił w trzech meczach grupowych, a jego interwencja po strzale głową Pelégo uznana została „paradą stulecia”. W 1968 zdobył brązowy medal mistrzostw Europy. Bronił wyjątkowo prosto, nie wykonywał niepotrzebnie efektownych padów, najważniejsza była skuteczność, a nie styl.
Musiał zakończyć karierę w 1972 po tym, jak w wypadku drogowym (jego ford mustang wpadł w ciężarówkę) prawie stracił wzrok w prawym oku. Pojechał potem na rok do USA i grał w Fort Lauderdale Strikers. Tylko tam chcieli ślepego bramkarza – wspomina w autobiografii.
W grudniu 2015 poinformował, że zdiagnozowano u niego raka jelita.